# Varicorhinus semireticulatus
Varicorhinus semireticulatus är en fiskart som beskrevs av Pellegrin 1924. Varicorhinus semireticulatus ingår i släktet Varicorhinus och familjen karpfiskar. IUCN kategoriserar arten globalt som otillräckligt studerad. Inga underarter finns listade i Catalogue of Life.